# Penemia ignota
Penemia ignota är en mossdjursart som först beskrevs av Hayward 1981.  Penemia ignota ingår i släktet Penemia och familjen Candidae. Inga underarter finns listade i Catalogue of Life.